# Eria chrysocardia
Eria chrysocardia är en orkidéart som beskrevs av Rudolf Schlechter. Eria chrysocardia ingår i släktet Eria och familjen orkidéer. Inga underarter finns listade i Catalogue of Life.